# Историко-мемориальный музей Демидовых
Историко-мемориальный музей Демидовых — учреждение культуры в городе Тула, филиал Государственного учреждения культуры Тульской области "Объединение «Историко-краеведческий и художественный музей». Посвящён династии Демидовых — русских предпринимателей-горнозаводчиков, крупных промышленников.
Составной частью музея является родовая усыпальница Демидовых в Николо-Зарецкой церкви — единственное уцелевшее до настоящего времени в России внутрицерковное захоронение представителей рода. Открыт для посетителей 12 октября 1996 года, в год 340-летия со дня рождения Никиты Демидовича Антюфеева (Демидова), основателя одной из самых известных фамилий металлозаводчиков в России.

## История
Музей расположен в исторической части Тулы, в Заречье, на территории бывшей Кузнецкой (Оружейной) слободы — колыбели Демидовского рода, близ церкви и колокольни Николы-Зарецкого, каменные здания которых возведены на средства Акинфия Демидова в 30-годы XVIII века.
Главная достопримечательность (и составная часть) музея — родовая усыпальница Демидовых, что в Николо-Зарецкой церкви, где похоронены представители первых поколений Демидовых, длительное время проживавших в Туле. Николо-Зарецкая (Демидовская) церковь с родовой усыпальницей Демидовых, является уникальным историко-культурным объектом, памятником федерального значения. Территория, где расположен ансамбль Николо-Зарецкой церкви и Историко-мемориальный музей Демидовых — это уголок старой Тулы, который привлекает внимание не только ученых, краеведов, археологов, но и многочисленных туристов из других городов.

## Экспозиция
В экспозиционном зале представлены:
- уникальные предметы из археологических раскопок родовой усыпальницы Демидовых;
- подлинные образцы тульского оружейного производства 16-17 вв.;
- медная посуда 18 века работы уральских мастеров;
- предметы замочно-скобяного производства 18-19 вв., миниатюрные фигурные замки конца 18 в.

Особый интерес представляют памятники науки и техники I категории — часы солнечные универсальные начала XIX века, астролябия геодезическая. В музее представлены редкие изображения представителей династии Демидовых, в том числе современных потомков.

## Выставки

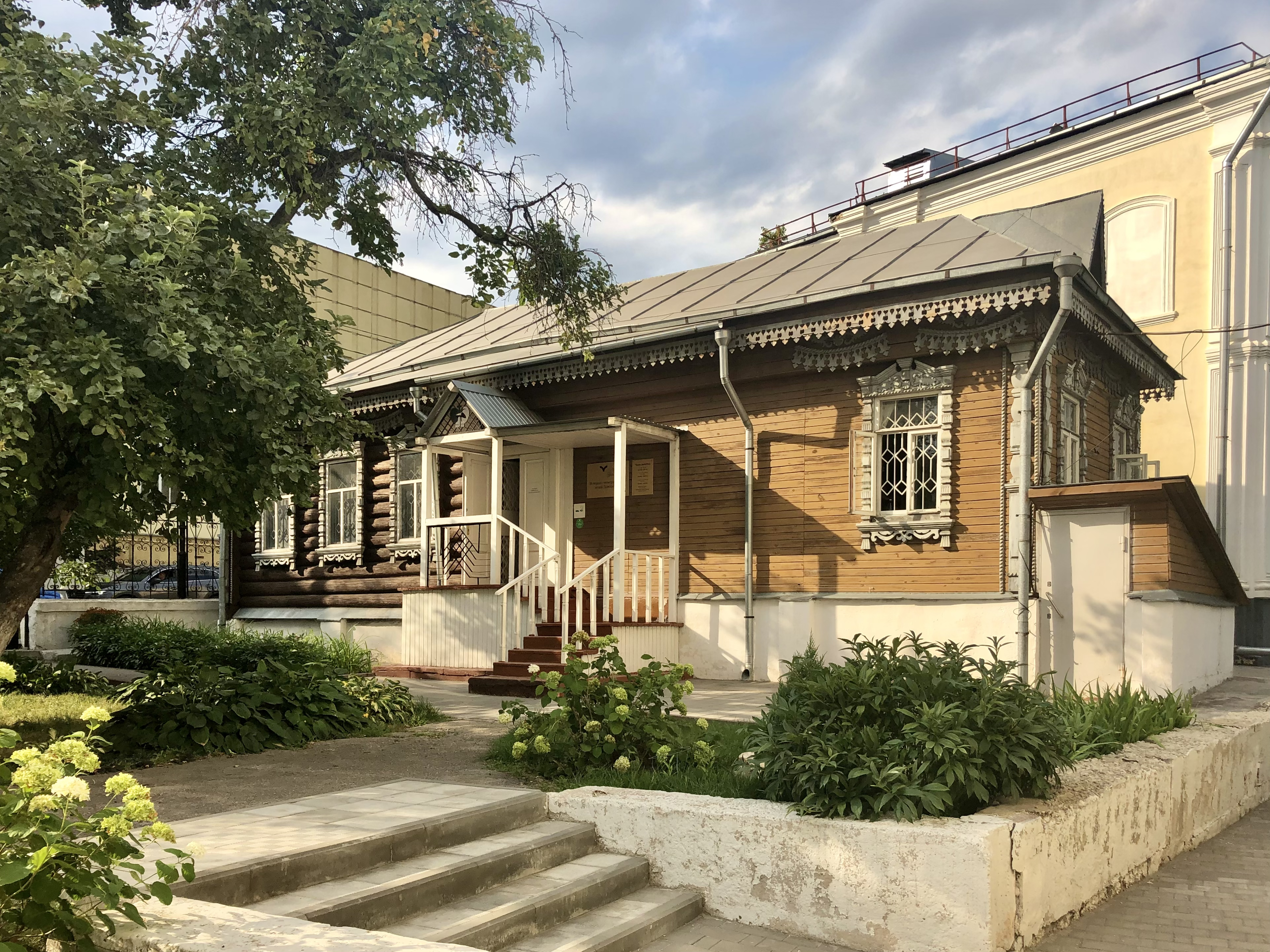
Здание музея

Музеем реализуются интересные выставочные проекты. Один из последних: «Лауреаты Демидовских премий», о выдающихся деятелях российской науки, ставших в различные годы лауреатами премии, учрежденной П. Н. Демидовым.
Особый интерес у посетителей вызвал новый выставочный проект «Знаменитые жены Демидовых». Музей впервые обратился к теме Женщины в судьбе Демидовых, которые являлись не только хранительницами семейного очага, но и вдохновляли своих мужей на великие свершения. Среди блистательных имен — Матильда Бонапарт (родная племянница Наполеона I), Аврора Карловна Шернваль, Елизавета Строганова, Екатерина Лопухина и др.
Связь Демидовых с Италией побудила создать целый цикл выставочных проектов по данной теме «Dolce Italia. Демидовы в Италии», «Итальянская ветвь рода Демидовых», выставка организована совместно с Центром российской культуры в Риме (Италия) и др.

## Музейная педагогика
В рамках культурно-образовательной деятельности музей предлагает музейно-педагогические программы, включающие тематические интерактивные занятия для детей младшего и среднего школьного возраста. Занятия носят историко-краеведческий характер и сопровождаются демонстрацией подлинных музейных предметов, проходят в форме игры-викторины.
Программа «Тула — взгляд в прошлое»:
- «Тула — город мастеров»
- «Сказ о том, как Никита Демидов с Петром I познакомился»
- «Старый тульский магазин на ул. Демидовской»
- «В гостях у тульского гимназиста» и др.

По программе «Народная культура — детям» проводятся занятия по истории филимоновской игрушки, народного костюма, мастер-классы по изготовлению традиционных тряпичных кукол.

## Сотрудничество
Музей имеет тесные связи с Международным Демидовским фондом. Сотрудники Историко-мемориального музея Демидовых неоднократно выступали с докладами на Демидовских чтениях, проходивших в рамках Международных ассамблей, организованных Международным Демидовским фондом.
Постоянными посетителями музея являются студенты и преподаватели тульских учебных заведений, носящих имя Демидовых: НОУ ВПО Тульский институт управления и бизнеса им. Н. Д. Демидова, ГОУ СПО ТО «Тульский
государственный машиностроительный колледж им. Н. Демидова», ГОУ НПО ТО «Профессиональный лицей № 25 им. Н. Демидова».
За последнее время профессиональные контакты музея расширились:
- АНО Культурный центр «Усадьба генерала Мирковича» Одоевский район Тульской области;
- Главный Ботанический Сад им. Н. В. Цицина РАН, (г. Москва);
- Общественная организация «Соликамский Демидовский клуб» Пермского края;
- Алтайская краевая научная и историческая общественная организация «Демидовский фонд» г. Бийск Алтайского края

Музей принимает участие в мероприятиях, организаторами которых являются городские и областные власти. Постепенно складывается сфера влияния музея, и формируются традиции. Сегодня, имя Демидовых является достойным символом Тулы. Многие предприятия, учебные заведения, торговые марки носят имя Демидовых.

## Награды
- 2004 г. Диплом Международного Демидовского Фонда
- 2010 г. Диплом им. Г. А. Демидова, администрация г. Соликамска
- 2011 г. Медаль «Григорий Демидов. За идеалы просвещения», администрация г. Соликамска
- 2013 г. Диплом «Пётр Великий — созидатель», Алтайская краевая научная и историческая общественная организация «Демидовский фонд» г. Бийск
- 2013 г. Диплом и крест «За увековечение памяти Отечественной войны 1812 года» по инициативе Миркович О. С., директора АНО Культурный центр «усадьба генерала Мирковича»